# Dendropsophus tintinnabulum
Dendropsophus tintinnabulum är en groddjursart som först beskrevs av Melin 1941.  Dendropsophus tintinnabulum ingår i släktet Dendropsophus och familjen lövgrodor. IUCN kategoriserar arten globalt som otillräckligt studerad. Inga underarter finns listade i Catalogue of Life.